# ثورة الجمارك

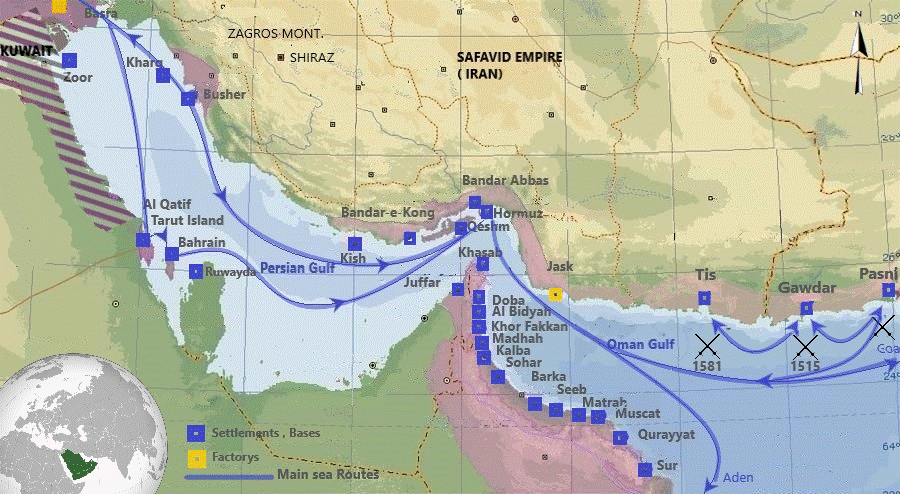
المستعمرات البرتغالية في الخليج وبحر العرب.

ثورة الجمارك هي ثورة اندلعت في موانئ الخليج العربي يعد أن أمر الحاكم العام البرتغالي للهند سنة 1521 أن يكون موظفو الجمارك في البحرين وهرمز وصحار وقلهات من الضباط البرتغاليين فقط، ولأن هؤلاء الضباط ذوو أخلاق فاسدة ومرتشون ولا يفقهون في التجارة شيئًا، أثار ذلك سخط وحفيظة أهالي الخليج الذين تضرر اقتصادهم جراء ذلك، فخطط ملك هرمز تورانشاه مع وزرائه للثورة والعمل على طرد البرتغاليين من المنطقة. فأرسل رسائل سرية إلى موانئ البحرين والقطيف وساحل عمان مضمونها التخلص من الوجود البرتغالي، وجرى تحديد ساعة الصفر فجر يوم 30 نوفمبر، على أن تقوم الثورة في جميع الموانئ دفعة واحدة حتى لا يجد البرتغاليون ملاذًا آمنًا يحتمون به. وكادت تلك الثورة أن تقضي على الوجود البرتغالي في الخليج، حيث عصفت بالحاميات العسكرية في كل من هرمز والبحرين وقريات وقلهات وصحار، إثر تعرضها لهجمات مفاجئة من البر والبحر. ولولا استخدام البرتغاليين الأسلحة الحديثة لأبيدوا عن آخرهم وطردوا من المنطقة. وكانت خسائرهم ما بين 100-120 قتيلًا.

## المقدمة
كانت هرمز مملكة ثرية بسبب موقعها الاستراتيجي، الذي حولها إلى مركز مستودعات البضائع من ملقا وإندونيسيا وكاليكوت ومليبار وسواحل شرق أفريقيا إلى الغرب، إلا أنها تفتقر إلى القوة العسكرية، ولم تستطع الحفاظ على استقلالها في مواجهة القوى الكبرى في المنطقة -خصوصا في البر الفارسي مع الدولة الصفوية الناشئة- سوى دفع الإتاوات والضرائب التي عليها سنويًا لتفادي العدوان، فكانت تدفع للصفويين مبلغ 2000 أشرفي سنويًا بالإضافة إلى الهدايا العظيمة، كان يدفعها الوزير خواجة عطار باسم الملك سيف الدين أبا النصر، وبذلك استطاع الاحتفاظ باستقلال المملكة لبعض الوقت. وكانت تلك المملكة تحكم سواحل الخليج من جزر البحرين والقطيف امتدادًا إلى صحار وقلهات وقريات ومسقط على بحر العرب.
وعندما وصل البرتغاليون إلى المنطقة بداية القرن الـ16 لم يكن الخليج يتمتع بكثافة سكانية كبيرة، كما أن معظم السكان كانوا يوجدون على الساحل وترتكز حياتهم الاقتصادية على التجارة البحرية والبرية، منذُ ذاك كانت سبل الحياة في الأراضي الداخلية قليلة مقارنة بالسواحل، ففي الصحاري الداخلية كانت الحياة البدوية هي الغالبة والتي تعتمد على تربية الماشية والخيول، ومصادر الدخل المتصلة بنقل التجاربة عبر البر، وبيع الخيول العربية والفارسية الأصيلة من موانئ شبه الجزيرة العربية الجنوبية والشرقية. فبدأ ملك البرتغال عمانويل الأول بخطة للسيطرة على تجارة المحيط الهندي واحتكارها ومنع تجارة المسلمين فيها، وذلك باحتلال كلا من عدن لمنع التجارة عبر البحر الأحمر والإسكندرية، وهرمز لمنع التجارة عبر بيروت؛ وملقا للسيطرة على التجارة مع الصين. فانتدب ألفونسو دي ألبوكيرك لتلك المهمة وتوجه إلى بحر العرب فوصل وصل قلهات يوم 10 أغسطس 1507 واحتلها ثم قريات ثم مسقط وحتى صحار التي خضعت جميعها لحكمه سواءًا بالتدميو أو سلمًا. ثم توجه ألبوكيرك نحو مملكة هرمز على مضيق هرمز مدخل الخليج الوحيد في 25 سبتمبر 1507م. وكانت الجزيرة محطة تجارية هامة وتشرف على موقع استراتيجي هام. فأخضعها لسيطرته وبنى فيها قلعة ضمن استراتيجيته العسكرية التي انتهجها، أطلق عليها تسمية «قلعة سيدة النصر» في بادئ الأمر، قبل أن تتحول لقلعة سيدة الحمل. خضع سكّان الجزيرة طوعًا له بعد أن هابوا مقدرته العسكرية وبطشه، فلم تخل مدينة احتلها من بطشه حتى قيل أنه قتل العُّزَّل أيضًا من النساء والأطفال والشيوخ، ثم يفرض بعدها الضرائب الباهظة. وبعد سقوط هرمز بيد البوكيرك فرض عليها جزية بقيمة 15000 أشرفي، مقابل السماح للملك بالاحتفاظ بمنصبه تحت الحماية العسكرية البرتغالية.
كان أمراء الجبور يدفعون ضريبة سنوية لهرمز مقابل تملكهم البحرين، ولكنهم استغلوا احتلال البرتغال لهرمز فرفضوا تسديد الضرائب، فانكشف العجز المالي الذي واجه الخزينة الهرمزية. لذا لجأ الهرامزة إلى البرتغاليين يحرضونهم على غزو البحرين والقطيف لاستعادتها واسترجاع الضرائب المتأخرة لفائدة الطرفين الهرمزي والبرتغالي. فاحتلتها القوات البرتغالية بقيادة أنطونيو كوريا بعد معارك ضارية في أغسطس 1521، واحتلوا قلعتها. وبعدها قام أنطونيو كوريا بتسليم القلعة إلى الهرامزة، باعتبارهم المسئولين عن تحصيل الضرائب. وحدد ضريبة سنوية على البحرين بحوالي 400 دوكات. ثم أبحر انطونيو كوريا بعدها إلى غوا لمقابلة حاكم الهند دي سكويرا الذي أقر جميع القرارات والإجراءات الإدارية باستثناء انفراد الهرمزيين بمسؤولية جمع الضرائب. فقد أراد دي سكويرا في نطاق احتكار البرتغاليين للسلع والطرق التجارية أن تكون لهم الكلة العليا في شؤون الواردات والصادرات، وأن يشرفوا على الجمارك كاملة في هرمز والبحرين والقطيف وأيضا في صحار وقريات بعمان. فأمر بتعيين موظفي الجمارك من البرتغاليين في البحرين وعمان، وتم تأسيس مركز جمرك برتغالي في البحرين بإشراف إدارة برتغالية بحتة لجمع الضرائب، مما أثر على اقتصاد هرمز، فأثار سخط وحفيظة الهرمزيين، إذ تبين للملك الهرمزي تورنشاه أن فائدتهم من احتلال البحرين قد ذهبت بلا معنى. فأشعل ثورة سميت بثورة الجمارك.

## البداية
كان البرتغاليون متعسفين في جمع الأموال، وكانت القسوة والظلم في تعاملهم مع أهالي الخليج وتحطيمهم تجارتهم ونشرهم الفوضى بسبب قرصنة سفنهم، وعدم استماع قادتهم لشكاوي الأهالي وحكام الموانئ الخليجية. فاستقرت الكراهية في نفوس الأهالي بسبب سوء إدارة هؤلاء وعرقلتهم للنشاط البحري مع موانئ الهند، كل هذا سبب سخطًا شديدَا ضدهم، والرغبة في التخلص منهم. ثم جاء قرار نائب الملك في الهند باحتكار الجمارك لهم ليكون الشرارة التي أشعلت النار ضد المستعمر في الخليج.
بدأ ملك هرمز تورانشاه مع وزرائه خطتهم للثورة والعمل على طرد البرتغاليين من المنطقة. وسرعان ما جاءته الفرصة عندما وصلته الأنباء بأن البرتغاليين يواجهون صعوبات في الهند، وأصبحوا مضطرين إلى سحب عدد كبير من قواتهم في الخليج لمواجهة المشاكل هناك. فأرسل تورانشاه رسائل سرية إلى موانئ البحرين والقطيف وساحل عمان مضمونها التخلص من الوجود البرتغالي، وجرى تحديد ساعة الصفر فجر يوم 30 نوفمبر، على أن تقوم الثورة في جميع الموانئ دفعة واحدة حتى لا يجد البرتغاليون ملاذًا آمنا يحتمون به. أما الشق الثاني من الخطة الهرمزية فتولاه تورانشاه شخصيا بأن اجتمع ب«جاركيا دي كوتنيهو» قائد الأسطول البرتغالي في هرمز والخليج قبيل الثورة وادعى بوجود قراصنة قرب عمان على بحر العرب يغيرون على السفن ويتصيدون القوافل التجارية. فصدق القائد الخدعة وأرسل سفينتين من سفن الأسطول الأربع الموجودة في ميناء هرمز. وبذلك تخلص تورانشاه من نصف الأسطول البرتغالي خلال اندلاع الثورة.

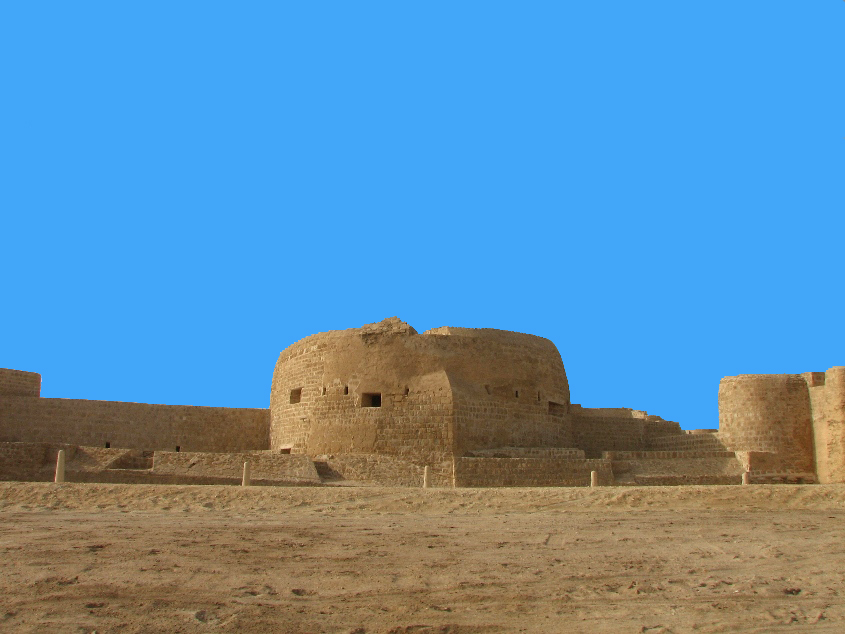
قلعة البحرين

## الثورة
- هرمز: عندما أصبح وقت الثورة ملائمًا وحان موعدها المحدد تمامًا والذي بدأ في هرمز، قامت مجموعة بقيادة شاهبندر التجار بهجوم على السفينتين البرتغاليتين، وأشعلوا فيهما النار. وكانت النار المندلعة من السفن إشارة للبدء بهجوم فوري على الجنود البرتغاليين الذين كانوا نائمين في بيوتهم في المدينة،[23] فتمكنت مجموعات مهاجمة من الجنود والأهالي الغاضبين من قتل وأسر أكثر من 60 برتغاليًا في هرمز وحدها أثناء الهجوم،[24] أما البقية فتمكنوا من الهرب واللجوء إلى قلعتهم في ميناء هرمز، حيث تحصنوا فيها وظلوا على تلك الحال لبضعة أشهر في انتظار وصول النجدة، حيث عانوا بسبب الحصار قلة الأقوات والماء، وواجهوا خطر الموت جوعًا وعطشًا.[23] وكذلك نجحت خطة الثورة في باقي مدن وولايات هرمز العربية في الخليج وساحل عمان.
- البحرين: في البحرين تعرض البرتغاليون للهجوم في كل المواقع والمكاتب العسكرية في المدينة، وقُتِل عدد من جنودهم، وهرب الباقون إلى سفنهم في البحر. واستولى الثوار على مركز التجارة البرتغالية في الجزيرة، وقبضوا على رئيسها ويدعى «روي بالي»، وتعرض للضرب المبرح قبل أن يشنق ويعلق على إحدى أشجار النخيل قرب القلعة التي تعرضت للهجوم أيضا.[25]
- صحار: انضمت صحار في الثورة، واستطاعت مجموعة قليلة من البرتغاليين النجاة بأنفسهم والمحافظة على حياتهم، وقد وجدت قبيلة الجبور بقيادة أميرها في عمان الداخل «حسين بن سعيد» الفرصة في الاستيلاء على صحار وطرد الوالي الهرمزي منها.[26]
- قلهات: كانت المعلومات عن الثورة وتوقيتها قد تسرب إلى البرتغاليين في تلك المدينة، ولا يعرف كيف جرى ذلك التسريب، إلا أن عدد من البرتغاليين قد تمكن من النجاة بأنفسهم وغادروا سريعا إلى سفنهم ومعهم أمتعتهم الثمينة، ومع ذلك فقد اعترض الأهالي الحاكم البرتغالي وجنوده وقتلوا عددا منهم وأسروا الباقين.[4] وبسبب تسريب المعلومات فقد عزل ملك هرمز حاكم قلهات وعين حاكما آخر أثناء الثورة في بداية 1522 واسمه ديلامير شاه[27] (أو ديلاور شاه وهو أخو شرف الدين).[28]
- مسقط: كانت الظروف مختلفة في مسقط، فهي المدينة الوحيدة التي وجد بها البرتغاليون بعض الأصدقاء والحماية لأرواحهم، وكذلك ظهر لأول مرة إسم والٍ عربي في المدن الساحلية العمانية الخاضعة لهرمز، وأسمته المصادر البرتغالية إسم «الشيخ راشد».[29] ويبدو أن الشيخ راشد كان على خلاف مع ملك هرمز، وتظاهر بموافقته على إعلان الثورة، إلا أنه انتهز فرصة الثورة ليستغلها لصالحه ويتخلص من تبعيته لهرمز ويعلن استقلاله بمسقط، لذا فهو لم يشارك التمرد وإعلان الثورة.[4] وهذا ما أطلق عليه بعض الكتاب الإيرانيين المعاصرين (خيانة شيخ مسقط للثورة).[25][30] وعدوا ذلك سببًا في فشل الثورة كما كان متوقعا. إلا أن الحقيقة أن الشيخ راشد رغم عدم مشاركته في الثورة باسم مسقط لم تكن لديه الشجاعة ولا القوة العسكرية الكافية ليبقى في المدينة لمواجهة انتقام الهرامزة منه على يد «رئيس ديلامير شاه» حاكم قلهات الجديد مطلع 1522م.[30] لذلك فقد هرب من مسقط مع بعض اتباعه قبل مجئ البرتغاليين إلى قلهات لنجدة الحاميات البرتغالية.[4]

## مواجهة حكومة الهند البرتغالية للثورة
بعد أن علم الدوم دورات دي مينزيس [الإنجليزية] نائب ملك البرتغال في الهند بأنباء الثورة، أرسل حملة بقيادة مانويل دي سوزا لنجدة المحاصرين، وقد تمكنت تلك النجدة من تخليص المحاصرين في قلعة هرمز ونقلهم إلى مسقط، التي وجدها ديسوزا شبه مهجورة بسبب فرار الشيخ راشد وأتباعه منها عندما علم بخروج جيش كبير من قلهات عن طريق البر بقيادة حاكمها ديلامير شاه لاستعادة البلدة وتأديب الشيخ راشد. فتوجه ديسوزا إلى قلهات أولا، وطلب من وزير ديلامير شاه «الخواجة زين الدين» إطلاق سراح الأسرى البرتغاليين في قلهات، ولكن الوزير أخبره بأن الملك توران شاه لديه رسالة إلى شقيق نائب الملك، وهو في انتظار وصول الرسالة من هرمز. وبما أن قوة هذا القائد البرتغالي كانت ضعيفة فقد اضطر إلى الانتظار أمام قلهات لحين وصول النجدة من الهند، وقد وصلت النجدة في شهر فبراير 1522 بقيادة الدوم لويز شقيق نائب الملك، وتتكون من 8 سفن بكامل تجهيزاتها من الأسلحة والرجال. وكان هدف تلك الحملة هو القضاء على تلك الثورة، والانتقام من الذين تسببوا بمقتل العديد من الجنود البرتغاليين، واستعادة النفوذ والسيطرة البرتغالية للمنطقة من جديد.
وحين توقف الأسطول البرتغالي في قلهات، كان حاكمها ديلامير شاه في طريقه إلى مسقط للانتقام من الشيخ راشد. فطلب لويز من الوزير خواجه زين الدين إطلاق سراح الأسرى البرتغاليين لديه وعددهم حوالي 20 أسيرًا، فرفض الوزير زين الدين متعللًا بأن ليست لديه صلاحية بشأن هذا الموضوع، ولابد من الانتظار إلى عودة الحاكم ديلامير شاه. واثناء ذلك وصلته رسالة من الشيخ راشد في مسقط يطلب مساعدته، لأن قوات ديلامير قريبة من مسقط وتستعد لمهاجمة المدينة. فأرسل لويز إحدى سفنه إلى مسقط للمساعدة، ولكن تمكن الشيخ راشد من مباغتة الهرمزيين خارج المدينة وهزمهم وقتل ديلامير شاه. وبعدها بيومين وصل لويز ميناء مسقط، فوضع فيها حامية من 20 جنديا، وعززها بمرابطة سفينة حربية في الميناء بصفة دائمة.
أما صحار فقد كان الشيخ حسين بن سعيد زعيم قبيلة الجبور يحاول احتلالها من الهرامزة، وحاصرها بـ 500 فارس و4000 راجل، فاتصل به الدوم لويز طالبًا التعاون معه في اقتحام المدينة، فاتفقا على حكم الشيخ حسين للمدينة ولكن تحت السيادة البرتغالية. وأن يدفع الضريبة السنوية للبرتغاليين بدلا من الهرامزة. وفي مارس 1525م/12ربيع الآخر 928هـ اتخذ الشيخ حسين مواقعه على مشارف المدينة لمهاجمتها، فيما استعد الإسطول البرتغالي لقصف صحار من البحر، وتمكن خلال ذلك الوالي الهرمزي شهاب الدين من الفرار إلى هرمز تاركًا وراءه رجال حامية المدينة وعددهم 80 جنديًا بلا قيادة في قلعة صحار، الذين استسلموا في الحال. واضطر سكان صحار طلب الحماية الجبور خشية تنكيل البرتغاليين بهم، حيث يدرك سكان الخليج ماتفعله القوات البرتغالية التي تستبيح الأعراض وتنهب الأسواق وتقتل النساء والرجال. فوافق الشيخ حسين على العرض شريطة خروج الحامية الهرمزية من المدينة. ثم بدأ البرتغاليون بنزول المدينة من الساحل وأخذوا ينهبونها ويشعلون النار في المباني وقتلوا بعض سكانها عمدًا. فاستاء الشيخ حسين من هذا التصرف، واحتج لدى الدوم لويز على ذلك، فتم تسوية الخلاف بين الجانبين ودفع تعويض مناسب لزعيم الجبور، وسلموا له المدينة وعينوه واليًا عليها بشرط ألا تكون له علاقة بهرمز، كما عينوا بجانبه مأمورا برتغاليا لإدارة شؤون صحار المالية وجمع الضرائب، وبذلك فصلت صحار رسميًا عن إدارة هرمز.
أما في هرمز فقد دب الرعب في قلب تورانشاه بعد وصول الإسطول البرتغالي. وعرف الملك بما جرى في مسقط وصحار، وأدرك أن خطة الثورة قد فشلت. لذا وخشية من أن تسقط هرمز بيد البرتغاليين مرة أخرى فقد جمع كل ما خف وزنه وغلا ثمنه والأموال والذهب، ثم قام بإحراق مدينة هرمز، وهرب إلى جزيرة قشم المجاورة، بينما ظلت هرمز تحت النيران لمدة أربعة أيام ولكن الملك بعد وصوله جزيرة قشم قد وجد ميتًا بالسم أواسط سنة 928هـ/1523. وقيل أن الوزير شرف الدين هو الذي دس له السم في الطعام، بينما ذكر جهانكير قائمقامي: أن هذا الأمر من القضايا الغامضة والمبهمة ولا يوجد حولها مصادر كافية. وقيل أيضًا أن للشيخ حسين بن سعيد يدًا في مقتل تورانشاه في قشم، وقال ويلسون أن تورانشاه أثناء وجوده في الجزيرة اغتيل من جانب سكان الجزيرة.
أما في البحرين فقد اعتمد البرتغاليون سبيلا لاسترداد سيادتهم عليها، فأمكن بعد ترتيب اتفاق أقر البرتغاليون بموجبه بالحكم الذاتي للبحرين مع وجود مستشار برتغالي مع الحاكم.

## نتائج الثورة
بعد أن خمدت الثورة، عين الدوم لويز دي منزيس في سنة 1523 محمد شاه سيف الدين أبا النصر ابن الملك تورانشاه ملكًا جديدًا على هرمز، وقد كان عمره 13 سنة، وعين هذا الصبي بدوره الرايس أو الرئيس شرف الدين حاكم صحار السابق والذي هرب مع والده توران شاه إلى قشم وعاد بعد موت الملك وزيرًا له.

وخلال تلك الفترة العصيبة أرسل الشاه إسماعيل الصفوي مندوبًا له إلى هرمز مطالبًا من الملك الجديد محمد شاه بالضرائب التي لم تدفعها هرمز منذ اتفاق البوكيرك 1515م، وهدد الشاه بأنه سيمنع مرور القوافل التجارية البرية من خراسان وكرمان وفارس إلى سواحل الخليج وهرمز. فاعتذر محمدشاه للبرتغاليين عن دفع الضرائب متذرعًا بالحصار الاقتصادي الإيراني. وهنا قرر نائب الملك دورات مينزيس أن يسارع لعقد اتفاقية جديدة معه لإسكات مطالب الشاه إسماعيل في ضرائب هرمز، وعقدت تلك الاتفاقية في بندر ميناب على الساحل الفارسي، وسميت ب«معاهدة ميناب» في 2 رمضان 929هـ/23 يوليو 1523م.
يمكن اعتبار تلك الاتفاقية المجحفة نتاج إخفاق ثورة الجمارك 1521، حيث ألغيت الإدارة الوطنية في هرمز، وتنازل الملك عن هرمز للتاج البرتغالي، فلم يعد لحاكمها أي سلطة فعلية في بلاده. وصار تجارها يتبعون الإدارة البرتغالية الجديدة التي زادت من الضريبة السنوية على هرمز إلى قيمة 60 ألف أشرفي بحجة تحسين الأوضاع الأمنية وزيادة عوائد الجمارك، وأن يدفع المبلغ مجزءًا بأقساط تبلغ 5 آلاف أشرفي كل شهر. بالمقابل لم يتمكن البرتغاليون من تسيير دفة الحركة الاقتصادية في هرمز كما كانت بالسابق، وبسبب القبضة العسكرية بدأ الركود يخيم على المملكة وانتهى زمن الازدهار والرخاء الذي عاش الهرمزيون في ظلاله أكثر من قرنين من الزمان. مما أدى إلى تجدد الثورات في الخليج ومناطق عمان الساحلية.